# Conan el Bárbaro (personaje)
Conan el Bárbaro (también llamado Conan el Cimmerio o Conan de Cimmeria y en las primeras traducciones de México Vulcano el Bárbaro) es un personaje de ficción creado en 1932 por el escritor Robert E. Howard para una serie de relatos destinados a la revista de relatos pulp Weird Tales. Conan es un personaje arquetípico, el más famoso representante en su género, la así llamada espada y brujería, y un clásico de la fantasía estadounidense del siglo XX. 
Conan es un héroe bárbaro que vivió en nuestro mundo pero en una época fantástica y casi olvidada, la Era Hiboria, comprendida entre los años del hundimiento de Atlantis (una isla que Howard ideó basándose en el mito de la Atlántida) y los de las migraciones de los arios. Pobladas de demonios y brujos las historias de Conan pueden clasificarse como parte de los géneros denominados espada y brujería y fantasía heroica, aunque han sido también catalogadas como «fantasía realista».

## Biografía

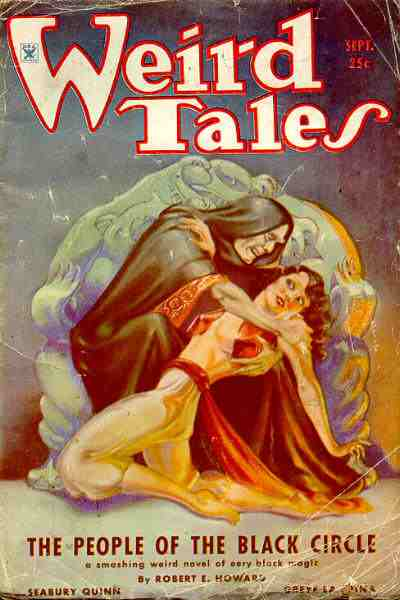
The Devil in Iron, publicado en el número de Weird Tales de septiembre de 1934

Hijo de un herrero de las tierras norteñas de Cimmeria, Conan nació en un campo de batalla. Muy joven, tomó parte en el saqueo de Venarium, puesto fronterizo con Aquilonia, y poco después se unió a una banda de Aesir. En Vanaheim, conoció a un hechicero llamado Shaman que habitaba en un templo oculto en una caverna. Shaman pretendía realizar una ceremonia de intercambio para que Tara, la muchacha-demonio que lo acompañaba, pudiera permanecer en este mundo a cambio de enviar a Conan al suyo. El hechicero mostró a Conan una visión del futuro, en la que el mismo Conan se coronaba rey del más poderoso de los reinos hiborios. La ceremonia falló, Tara desapareció y Conan escapó.
Poco después fue hecho prisionero por los hyperbóreos y forzado a trabajar como esclavo. Pero pronto escapó hacia Brythunia, participando en una batalla entre ambos reinos. Después se dirigió hacia el sur, al Reino de Zamora.
Durante varios años, llevó una precaria existencia como ladrón, principalmente en Shadizar «la perversa» y Arenjun, «la ciudad de los ladrones». Allí conoció a Taurus de Nemedia, apodado «el Príncipe de los ladrones», que murió al tratar de robar la Joya del Elefante al mago Yara, pero Conan logró hacerlo. En este período, Conan combatió contra hombres, hechiceros, monstruos, zombis, demonios, dioses, y todo tipo de criaturas. Interfirió con los planes del hechicero stygio Thoth-Amón, que sería uno de sus enemigos más recurrentes en el futuro, aunque solo lo encontró personalmente varios años después. Viajó también a los reinos vecinos de Corinthia y Nemedia, donde siguió ganándose la vida como ladrón.
Poco más adelante, Conan, con su camarada Fafnir, un Vanir contra el que había luchado un tiempo atrás, se alistó como mercenario en el mar interior de Vilayet, después de ser rescatado por el príncipe turanio Yezdigerd, luego del cataclismo de Bal-Sagoth. El ejército al mando de Yezdigerd pretendía sitiar Makkalet, una ciudad hyrkaniana que nunca había rendido tributo al rey Yildiz. El hechicero Kharam-Akkad, verdadero gobernante de Makkalet, había sugerido al Rey que secuestrara al descendiente directo del Tarim, que vivía en Aghrapur. La misión de Yezdigerd era principalmente rescatar al «Tarim Viviente». 

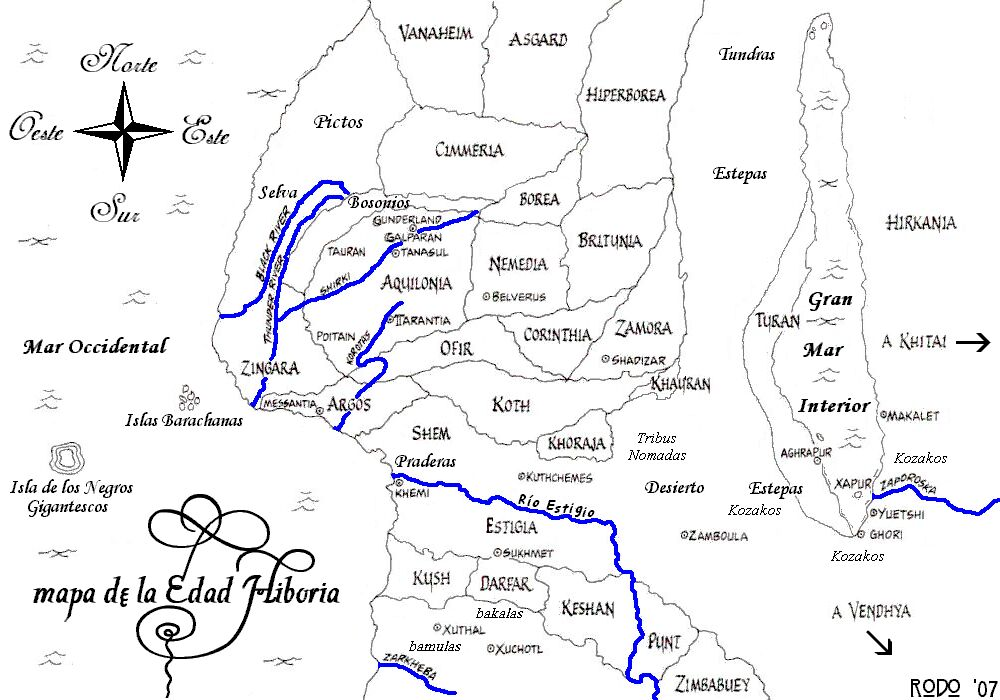
Mapa de la Era Hiboria.

Después de atacar la ciudad, Fafnir resultó gravemente herido, y Balthaz, un lacayo de Yezdigerd, arrojó su cuerpo aún con vida al mar. Conan tuvo un violento incidente como consecuencia, en el que mató a Balthaz y dejó al príncipe con una cicatriz en el rostro. Luego, se arrojó al mar y se dirigió a Pah Dishah, una ciudad que distaba tres semanas de Makkalet (solo después de varios años, Conan se enteró de que Fafnir no había muerto al ser arrojado al mar, sino que fue rescatado por una muchacha). 
Yezdigerd mandó matar a Conan para vengarse, y sus soldados lo acorralaron en las puertas de Makkalet. Pero fue salvado por la mercenaria hyrkaniana Red Sonja, que se encontraba bajo las órdenes del Rey Ghanniff de Pah-Dishah. La misión de Sonja era robar la Tiara de la Serpiente, cosa que logró con la ayuda del cimmerio, pero poco después lo abandonó llevándose el botín. 
De vuelta en Makkalet, Conan asesinó al hechicero Kharam-Akkad, que al morir, le mostró una visión en un espejo, en la que Conan aparecía representado como un león. Después de muchas aventuras en los desiertos entre Turan y Zimbabue, Conan se enroló nuevamente en el ejército turaniano, como capitán de las tropas, esta vez directamente al mando del Rey Yildiz, mientras Yezdigerd se embarcaba en una guerra santa para difundir el culto al Tarim. Fue en este período que Conan viajó a la ciudad de Wan Tengri, en Khitai, en misión de espionaje. Durante su estancia, se desató una guerra civil entre los siete magos que se disputaban el poder, y Conan se vio involucrado al rescatar a la princesa, que era la legítima gobernante. De vuelta en Turan, entrenó y perfeccionó su uso del arco, la lanza, las bolas, el hacha, la espada, etc. Más adelante, volvió a viajar a Khitai, esta vez a la ciudad de Kushan, para entregar una carta de Yildiz dirigida al monarca Shu, en la que ambos reinos firmaban un convenio de libre comercio. Después de cumplir su misión, Conan decidió no volver a Turan. 

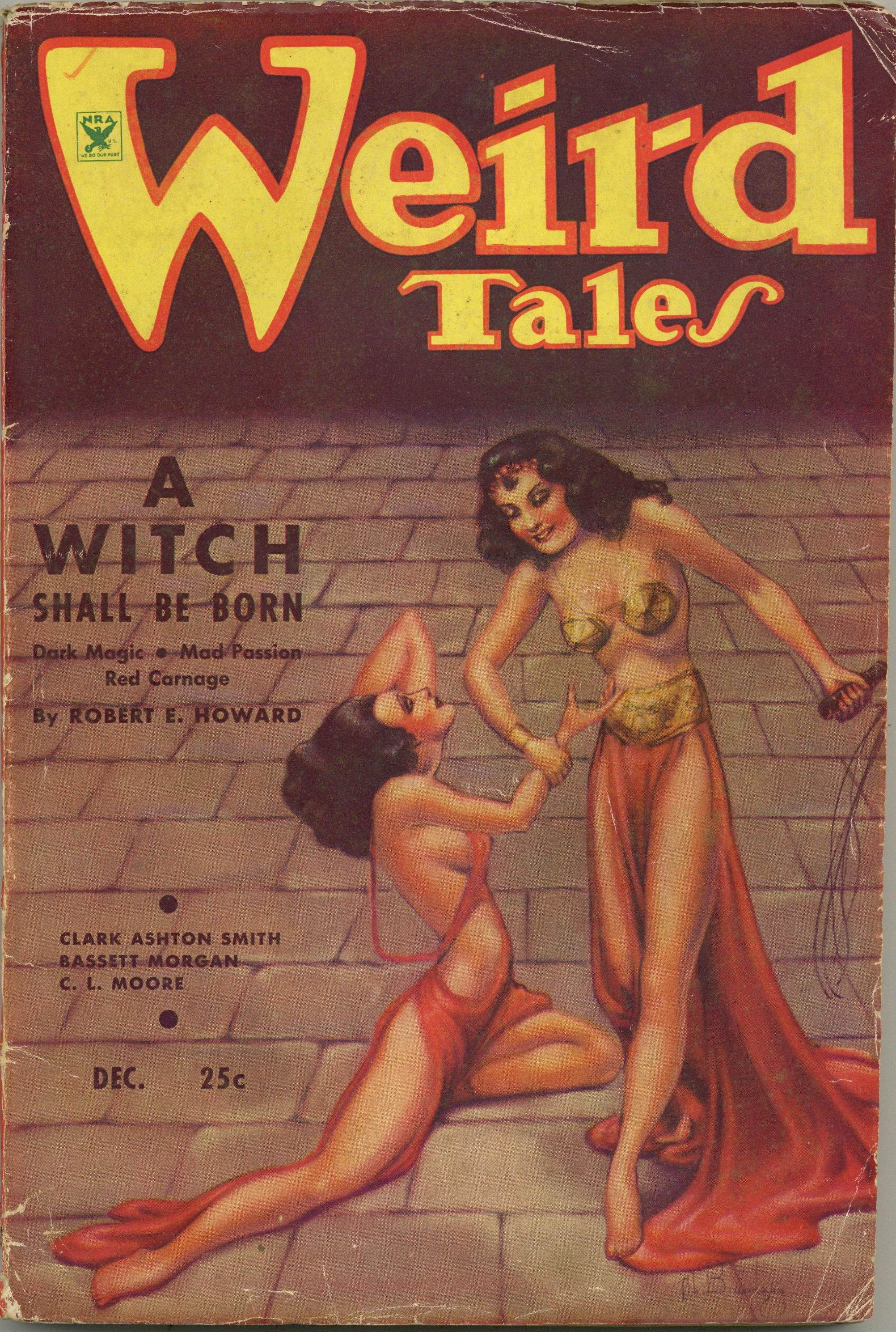
A Witch Shall Be Born, publicado en Weird Tales en diciembre de 1934.

Luego vagabundeó por los desiertos entre Turan y los Reinos Occidentales, donde intentó encontrar un tesoro escondido, pero fracasó. Volvió a Arenjun, donde tuvo un nuevo encuentro con Sonja, y luego viajó mucho por varios reinos ofreciendo sus servicios de mercenario. Así, llegó a Argos, donde se enroló en la Compañía Carmesí, un pequeño ejército mercenario fundado por Murilo, a quien Conan conociera varios años antes en Corinthia. Allí conoció a Tara de Hanumar y Yusef de Argos, dos adolescentes que también eran miembros de la Compañía.
En el puerto de Messantia, se vio forzado a huir de las autoridades por haberse negado a traicionar a Tara y Yusef. Se embarcó en la nave Argos, capitaneada por Tito, hacia Kush y los Reinos Negros más al sur. La nave fue pronto atacada y hundida por el Tigresa, barco pirata al mando de la shemita Bêlit, llamada «La Reina de la Costa Negra». Bêlit y Conan se enamoraron a primera vista, y juntos se dedicaron a saquear las naves de los reinos hiborios, durante dos años. Los nativos de las Islas Negras lo llamaron Amra, el León, con lo que Conan entendió el sentido de la profecía de Kharam-Akkad, poco antes de la caída de Makkalet.
Después del salvaje asesinato de Bêlit, Conan fue tentado por el mago Zukala, al cual había conocido a los veinte años, para elegir entre preservar la vida de Red Sonja o recuperar a Bêlit. El cimmerio decidió no sacrificar a la hyrkaniana, mantando a Zukala. En este período, se convirtió en jefe de las tribus negras. Después volvió a las tierras norteñas, llegando hasta su nativa Cimmeria. Luego sirvió como condotiero en Shem y en los reinos hiborios del sur. Más adelante, Conan apareció como líder de los kozaki, una horda de ilegales que vagaban por las estepas entre las tierras hiborias y Turan. Fue capitán de un navío pirata en el mar Interior de Vilayet, y jefe entre los nómadas zuagires de los desiertos sureños.
Después de un período sirviendo como capitán mercenario en el ejército del rey de Iranistán, Conan llegó a las colinas de las montañas Himellias, una vasta franja de tierras áridas que bordeaban Iranistán, Turan y el reino tropical de Vendhya. En el curso de sus aventuras salvajes, trató de formar una fuerza unida con las tribus de las colinas, y fracasó. Luego volvió a Occidente, y sirvió nuevamente como soldado en los reinos de Koth y Argos. Durante este período, fue brevemente cogobernador de la ciudad de Tombalku. Luego, volvió al mar, primero como pirata en las islas Barachanas, y después como capitán de una nave de bucaneros zíngaros.
Cuando una banda de bucaneros rivales hundió su nave, Conan nuevamente sirvió como mercenario, en Stygia y los Reinos Negros. Luego viajó al norte, hasta Aquilonia, y se dedicó a la exploración de la frontera con las tierras de los pictos. Cuando estos, ayudados por el mago Zogar Sag, atacaron los asentamientos aquilonios, Conan no pudo salvar el fuerte Tuscelan, pero sí salvó un buen número de hombres entre los ríos Trueno y Negro.
Después de ascender al mando del ejército aquilonio y derrotar una invasión de los pictos, Conan fue llevado con engaños a Tarantia, la capital, y fue hecho prisionero por el celoso rey Numedides. Al escapar, se involucró en un conflicto entre los pictos y dos grupos de piratas en la costa occidental de las tierras pictas. Luego fue elegido para comandar una rebelión aquilonia contra el degenerado rey Numedides. Asesinándolo en su propio trono, Conan, a los cuarenta y tantos años, se convirtió en soberano del más poderoso de los reinos hiborios.
Conan pronto se dio cuenta de que el ser rey no era un lecho de rosas. Una conspiración de nobles descontentos casi tuvo éxito en un intento de asesinarlo. Con un ardid, los reyes de Ophir y Koth lo atraparon y apresaron para tener las manos libres y conquistar Aquilonia. Con la ayuda de un compañero de prisión -un mago-, Conan escapó a tiempo para acabar con los invasores. Subsiguientemente, un grupo de rebeldes que planeaban ganar el mando sobre Aquilonia revivieron la momia de Xaltotun, un mago Acheroniano, muerto siglos atrás, para que los ayudara en su empresa. Conan fue derrotado y llevado lejos de su reino, pero nuevamente regresó para enfrentarse a sus enemigos.
En el proceso, Conan tomó por esposa a Zenobia, una muchacha esclava que salvó su vida cuando fue hecho prisionero en las mazmorras del palacio del rey Tarascus de Nemedia. Conan rechazó su harén de concubinas, prefiriendo los placeres y sufrimientos de la vida marital. Un hechicero Khitaiano, Yah Chieng, secuestró a Zenobia, forzando a Conan a viajar por medio mundo, enfrentándose a múltiples peligros, para recuperarla. Otros complots y aventuras esperaban a Conan y su hijo, también llamado Conan, pero generalmente conocido por el apodo de «Conn». Conan y Zenobia tuvieron dos hijos más: Taurus y Radegund.
Pasó el tiempo y Zenobia murió. Ante el peligro de las Sombras Rojas, abdicó su trono en favor del príncipe Conn, y se aventuró hacia occidente en su barco El león rojo. Junto a su viejo amigo Sigurd Barbarroja se aventuró hacia el desconocido mar Occidental tras reunir a una tripulación de bribones alentados por la leyenda de Amra, para afrontar el nuevo peligro de las Sombras Rojas, que procedentes del oeste estaban asolando Aquilonia. Llegó a las islas Antillas, donde derrotó a los hechiceros de la ciudad de Ptahuacán, descendientes directos de los atlantes y responsables de la amenaza de las Sombras Rojas, para finalmente embarcarse junto a su tripulación en un exótico navío indígena, "El Dragón Alado" o "Quetzalcoatl", que se dirigió aún más hacia el oeste, a la conquista de un gran continente conocido como Mayapán. Nunca más se volvió a saber de Conan o de su tripulación.

## Relatos de R. E. Howard, por orden cronológico de la vida de Conan
1. La Torre del Elefante
2. El dios del cuenco
3. La sala de los muertos (inacabado)
4. Villanos en la casa
5. La mano de Nergal (inacabado)
6. La hija del gigante helado
7. La reina de la Costa Negra
8. El valle de las mujeres perdidas
9. Un hocico en la oscuridad (inacabado)
10. El coloso negro
11. Sombras de hierro a la luz de la luna
12. Nacerá una bruja
13. Los antropófagos de Zamboula
14. El diablo de hierro
15. El pueblo del Círculo Negro
16. Xuthal del crepúsculo
17. Los tambores de Tombalku (inacabado)
18. El estanque del negro
19. Clavos rojos
20. Los sirvientes de Bit-Yakin
21. Más allá del río Negro
22. El negro desconocido
23. Lobos de allende la frontera (inacabado)
24. El fénix en la espada
25. La ciudadela escarlata
26. La hora del dragón